# Bolero (oděv)

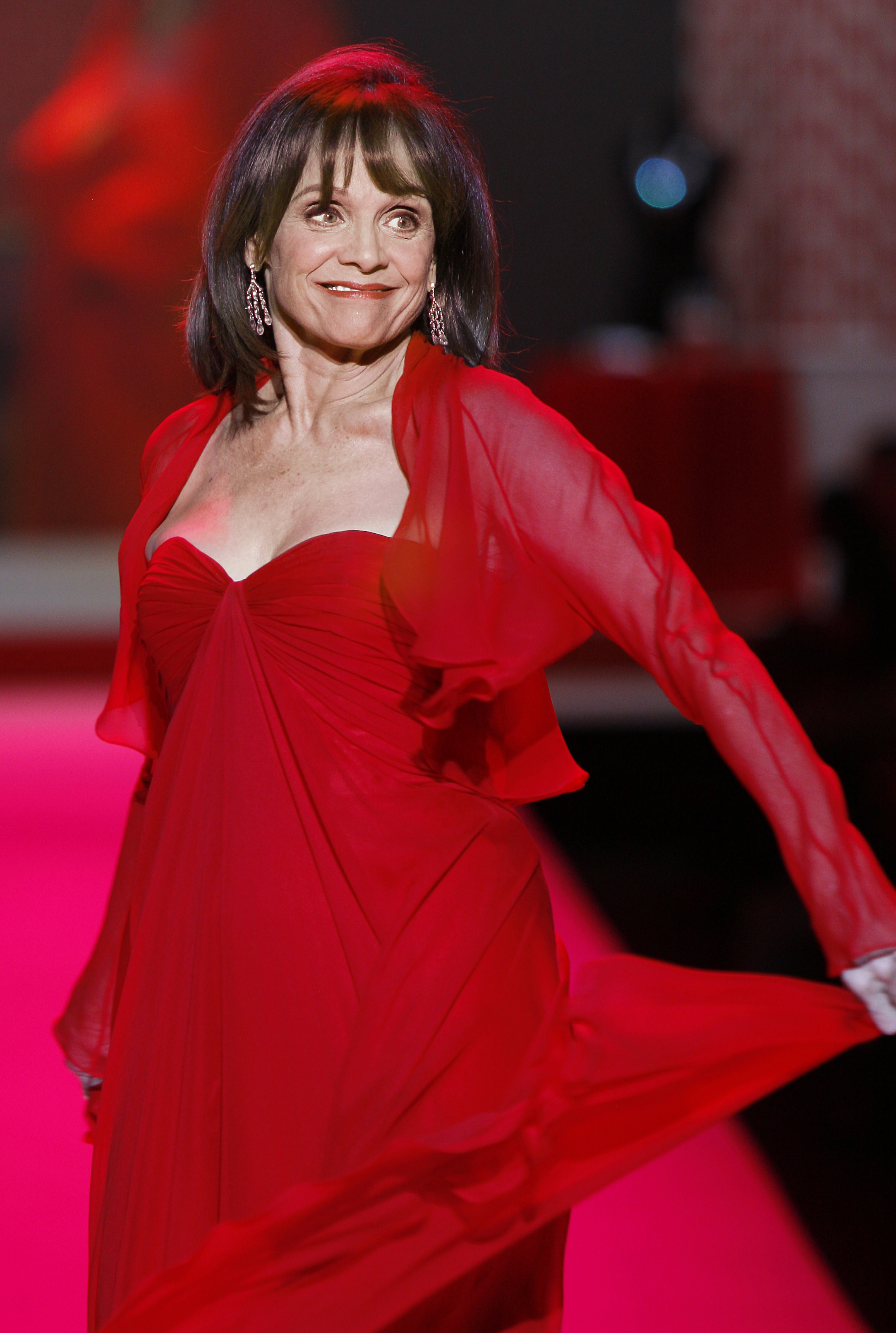
Dámské šaty doplněné bolerem.

Bolero (nebo také bolerko) je krátký dámský kabátek s krátkými či dlouhými rukávy. Klasická bolera mají rozměry menší vestičky zakrývající ženské poprsí. Mohou být doplněna knoflíky na zapínání.
Bolerka se vyrábějí z různých materiálů (vlna, polyester, viskóza, bavlna) a slouží hlavně jako doplněk společenského oděvu. V poslední době jsou oblíbená bolerka svatební.